# Finalmente soli (film 1942)
Finalmente soli è un film del 1942 diretto da Giacomo Gentilomo.

## Trama

Una scena con María Mercader, Enrico Viarisio e Maurizio D'Ancora

Per entrare in possesso dell'eredità, un giovane convince sua zia (che ha posto questa clausola) di essere fidanzato e le annuncia il giorno del matrimonio, pensando che questa non venga a controllare.
A complicare le cose, le invia la foto della promessa sposa di un suo amico. Sfortunatamente per lui la zia insiste per partecipare al matrimonio; l'unica cosa da fare è convincere l'amico a "prestargli" la fidanzata proprio il giorno del matrimonio: si svolgono così, contemporaneamente, due matrimoni, uno vero e uno fasullo.
La cosa genera non pochi equivoci, ma alla fine tutto si risolve per il meglio.

## Produzione
Prodotto da Virginio Albarello per Viralba Milano e INCINE Roma, girato a Tirrenia con Mario Monicelli come aiuto regista e l'organizzazione generale di Eugenio Fontana, la pellicola esce nelle sale il 17 marzo 1942.

## La critica
Dalle pagine del Corriere della Sera del 2 maggio 1942 « Essendosi ripromesso di mettere assieme una farsa a ritmo veloce, Giacomo Gentilomo ne ha diretta una addirittura travolgente. Finalmente soli è un film rompicollo, un film valanga, pensato e realizzato a cento all'ora. Nei due cortei nuziali che s'inseguono troviamo gli echi del Cappello di paglia di Firenze ma in tutto il film risuonano, festosamente gli echi di varia e pittoresca origine. I personaggi sono macchiette e molti degli attori che li impersonano hanno mostrato di saper districarsi nel difficile lavoro della farsa. In quanto a Viarisio, se il suo gesticolare si sfruttasse per ottenere energia elettrica, quanta se ne potrebbe produrre! »